# Louis-Marie-François de La Forest Divonne
Louis-Marie-François de La Forest Divonne est né au château de Divonne le 10 juin 1765, reçu de minorité dans l'ordre de Saint-Jean de Jérusalem en 1778 qu'il quitte pour devenir sous lieutenant au régiment d’Artois en 1789, émigré en 1790.

## Biographie
Adepte et héritier spirituel de Louis-Claude de Saint-Martin, le « Philosophe inconnu », qui loue « les heureux dons de sa nature », il propagea la doctrine des « Âmes intérieures » en Suisse, en Italie, en Allemagne, en Angleterre. « Chevalier errant de la théosophie », l’exil le porte jusqu’en Russie.
Il se lie avec Lavater, Joseph de Maistre, Madame Swetchine, Frédéric Schlegel, Madame de Krüdener, le baron de Brühl… Très ancien ami de Madame de Staël, familier de Coppet, il y séjourne souvent, entre 1795 et 1808, initie l’auteur de « Corinne » à la « Théologie du cœur ». Joue avec elle, Benjamin Constant, Matthieu de Montmorency, Guillaume Schlegel… dans les représentations théâtrales qu’elle organise à Genève et à Coppet « rend à la perfection les nobles attitudes du vieux Lusignan », dans « Zaïre », de Voltaire ; traduit les œuvres du mystique anglais William Law, écrit « Les voix qui crient dans le désert ».
La Restauration le trouve chez la duchesse de Bourbon « qui l’aime comme une mère de toute son amitié ancienne ». Aide major général à l’armée de Condé, en 1792, il prit rang de colonel, en 1814, et fut nommé maréchal de camp par le roi Louis XVIII, en 1815, et chevalier de Saint-Louis.
Pair de France héréditaire, en 1827, par ordonnance du roi Charles X, en date du 5 novembre, il démissionna, en 1830, voulant rester fidèle à la monarchie légitime, et mourut à Divonne, en 1838. Sa vie a fait l’objet de plusieurs études.

## Famille
Fils de Claude Antoine de La Forest Divonne, maréchal de camp, et de Marie de La Rivoire.
Louis de La Forest Divonne épouse le 21 Novembre 1809, à Paris, Céline de Viella, fille unique du marquis de Viella, lieutenant général des armées du roi, mort dernier de son nom, et de Claudine des Brets. De cette union, il n'eut qu'un fils, Lodoïk de La Forest Divonne, qui lui succéda au titre de comte de La Forest.

## Sources
- « Louis-Marie-François de La Forest Divonne », dans Adolphe Robert et Gaston Cougny, Dictionnaire des parlementaires français, Edgar Bourloton, 1889-1891 [détail de l’édition]
- La baronnie de Divonne et ses seigneurs (1123-1930). ; Albert de La Forest-Divonne, comte; Toulouse, E. Privat, 1930. (OCLC 39259898)